# Хайленд (Арканзас)
Хайленд (англ. Highland) — город, расположенный в округе Шарп (штат Арканзас, США) с населением в 1045 человек по данным переписи 2010 года.

## География
По данным Бюро переписи населения США город Хайленд имеет общую площадь в 22,79 квадратных километров, из которых 22,53 кв. километров занимает земля и 0,26 кв. километров — вода. Площадь водных ресурсов округа составляет 1,14 % от всей его площади.
Город Хайленд расположен на высоте 186 метров над уровнем моря.

## Демография
По данным переписи населения 2000 года в Хайленде проживало 986 человек, 309 семей, насчитывалось 403 домашних хозяйств и 501 жилой дом. Средняя плотность населения составляла около 43,4 человек на один квадратный километр. Расовый состав Хайленда по данным переписи распределился следующим образом: 98,07 % белых, 0,41 % — коренных американцев, 0,2 % — азиатов, 1,22 % — представителей смешанных рас, 0,1 % — других народностей. Испаноговорящие составили 1,42 % от всех жителей города.
Из 403 домашних хозяйств в 29,5 % — воспитывали детей в возрасте до 18 лет, 60,3 % представляли собой совместно проживающие супружеские пары, в 10,9 % семей женщины проживали без мужей, 23,1 % не имели семей. 20,8 % от общего числа семей на момент переписи жили самостоятельно, при этом 9,7 % составили одинокие пожилые люди в возрасте 65 лет и старше. Средний размер домашнего хозяйства составил 2,45 человек, а средний размер семьи — 2,78 человек.
Население города по возрастному диапазону по данным переписи 2000 года распределилось следующим образом: 24,3 % — жители младше 18 лет, 6,1 % — между 18 и 24 годами, 23,3 % — от 25 до 44 лет, 25,7 % — от 45 до 64 лет и 20,6 % — в возрасте 65 лет и старше. Средний возраст жителей составил 42 года. На каждые 100 женщин в Хайленде приходилось 98,8 мужчин, при этом на каждые сто женщин 18 лет и старше приходилось 96,3 мужчин также старше 18 лет.
Средний доход на одно домашнее хозяйство в городе составил 28 929 долларов США, а средний доход на одну семью — 32 788 долларов. При этом мужчины имели средний доход в 25 357 долларов США в год против 15 938 долларов среднегодового дохода у женщин. Доход на душу населения в городе составил 14 589 долларов в год. 13 % от всего числа семей в округе и 18,2 % от всей численности населения находилось на момент переписи населения за чертой бедности, при этом 25,2 % из них были моложе 18 лет и 9,6 % — в возрасте 65 лет и старше.